# Otto R. Redlich
Otto Reinhard Redlich (* 15. Februar 1864 in Hain; † 9. Dezember 1939 in Düsseldorf) war ein deutscher Historiker und Archivar. Er war von 1921 bis 1929 Leiter des preußischen Staatsarchivs Düsseldorf, des heutigen Landesarchivs NRW Abteilung Rheinland.

## Leben
Redlich studierte Geschichte, Historische Hilfswissenschaften, Germanistik und Philosophie an den Universitäten Tübingen, Berlin und Leipzig. Er wurde 1887 an der Universität Leipzig bei Wilhelm Maurenbrecher mit einer Arbeit unter dem Titel Der Reichstag von Nürnberg 1522–1523 promoviert und war danach als Mitarbeiter bei der Edition der Deutschen Reichstagsakten tätig. Von 1889 bis 1891 war er am Staatsarchiv Marburg beschäftigt, 1891 wechselte er zum Staatsarchiv Düsseldorf. 1906 wurde er zum  Archivrat ernannt, 1916 zum Geheimen Archivrat, 1921 zum Archivdirektor. In dieser Position leitete er das Staatsarchiv Düsseldorf bis zu seiner Verabschiedung in den Ruhestand im Jahr 1929.
Nach seiner Pensionierung engagierte er sich beim Aufbau der Archivberatungsstelle Rheinland (bis 1933).

## Werke (Auswahl)
- mit Fr.[iedrich] Hillebrecht und [Felix] Wesener: Der Hofgarten zu Düsseldorf und der Schlosspark zu Benrath. Hrsg. vom Düsseldorfer Geschichts-Verein zum 14. August 1893. Düsseldorf 1893 (urn:nbn:de:hbz:061:1-28254, digitalisierte Ausgabe der Universitäts- und Landesbibliothek Düsseldorf).
- Die Anwesenheit Napoleons I. in Düsseldorf im Jahre 1811. Hierzu die Kunstbeilage: Einzug Napoleons in die Stadt Düsseldorf. Lintz, Düsseldorf 1892 (Digitalisat).
- Jülich-Bergische Kirchenpolitik am Ausgange des Mittelalters und in der Reformationszeit (= Publikationen der Gesellschaft für Rheinische Geschichtskunde. Band 28). Droste, Düsseldorf 1986, DNB 551130628 (Nachdruck der Ausgabe Hanstein, Bonn 1907–1915, DNB 560133537)
  - Band 1: Urkunden und Akten 1424–1559. ISBN 3-7700-7557-9 (Nachdruck der Ausgabe 1907).
  - Band 2: Visitationsprotokolle und Berichte.
    - Teil 1: Jülich (1533–1589). Mit urkundlichen Beilagen von 1424–1559. ISBN 3-7700-7558-7 (Nachdruck der Ausgabe 1911).
    - Teil 2: Berg (1550–1591). Mit urkundlichen Beilagen von 1442–1592 nebst Einleitung, Wort- und Sachregister zum ganzen 2. Band. ISBN 3-7700-7559-5 (Nachdruck der Ausgabe 1915).
- Urkundliche Beiträge zur Geschichte des Bergbaus am Niederrhein. In: Beiträge zur Geschichte des Niederrheins. Jahrbuch des Düsseldorfer Geschichtsvereins. Band 15 (1900), S. 118–164 (Digitalisat).
- Die Verpfändung der Gefälle des Judenfriedhofs bei Düsseldorf im Jahre 1446. In: Beiträge zur Geschichte des Niederrheins. Jahrbuch des Düsseldorfer Geschichtsvereins. Band 14 (1900), S. 210–214 (Digitalisat).
- Denkschrift zur Hundertjahrfeier der Stadt Mülheim an der Ruhr 1908. Mülheim-Ruhr 1908 (Digitalisat).
- Mülheim an der Ruhr. Seine Geschichte von den Anfängen bis zum Übergang an Preußen 1815. Selbstverlag der Stadt, Mülheim an der Ruhr 1939, DNB 575744243 (Nachdruck ebd. 1959).